# Iota Pavonis
Iota Pavonis (ι Pav / HD 165499 / HR 6761) es una estrella en la constelación de Pavo de magnitud aparente +5,48. Se encuentra a 58 años luz de distancia del sistema solar.
Iota Pavonis es un análogo solar, es decir, una estrella cuyas características físicas tales como temperatura, metalicidad o presencia de compañeras estelares cercanas son similares a las del Sol. De tipo espectral G0V, es una enana amarilla cuya temperatura efectiva es de 5950 K. Aproximadamente 170 K más caliente que el Sol, no es tan semejante a éste para ser considerada una gemela solar, siendo más parecida a χ1 Orionis o β Comae Berenices.
Iota Pavonis tiene una metalicidad muy cercana a la existente en el Sol, y parece ser cromosféricamente inactiva. Puede tener una edad en torno a los 6.270 - 7.000 millones de años, hallándose comprendida ésta dentro del amplio margen que va desde los 2650 a los 10.800 millones de años.